# Parc national de Malka Mari
Le parc national de Malka Mari est un parc national du Kenya, situé le long de la rivière Dawa, dans le nord-est extrême du pays à la frontière kényo-éthiopienne. D'une superficie de 876 km2, il est accessible via l'aéroport de Mandera.

## Faune
Outre certaines espèces de gazelles, on y retrouve la girafe réticulée connue également sous le nom de girafe somalienne, la hyène tachetée et le crocodile du Nil.

## Habitat
Du fait d'un climat très aride et inhospitalier, la région se trouve pratiquement dépourvue d'établissements humains permanents. Quelques pasteurs nomades Gurreh y sont dispersés sur une vaste zone.